# Campeonato Mundial de Ginástica Artística de 1995 - Resultados masculinos
Os resultados masculinos no Campeonato Mundial de Ginástica Artística de 1995 somaram 24 medalhas nas oito provas disputadas.

## Resultados

### Equipes
Finais
| Pos.              | País          | Pts     |
| ----------------- | ------------- | ------- |
| Medalha de ouro   | China         | 566,619 |
| Medalha de prata  | Japão         | 563,558 |
| Medalha de bronze | Roménia       | 561,947 |
| 4                 | Rússia        | 560,971 |
| 5                 | Ucrânia       | 560,934 |
| 6                 | Bielorrússia  | 560,158 |
| 7                 | Alemanha      | 558,946 |
| 8                 | Coreia do Sul | 558,821 |

### Individual geral
Finais
| Pos.              | Ginasta       | País                  | Pontos |
| ----------------- | ------------- | --------------------- | ------ |
| Medalha de ouro   | China         | Li Xiaoshuang         | 57,998 |
| Medalha de prata  | Bielorrússia  | Vitaly Scherbo        | 57,499 |
| Medalha de bronze | Rússia        | Evgeni Shabaev        | 57,248 |
| 4                 | Rússia        | Alexei Voropaev       | 57,212 |
| 5                 | Alemanha      | Valeri Belenki        | 57,198 |
| 6                 | Japão         | Yoshiaki Hatakeda     | 56,999 |
| 7                 | Itália        | Juri Chechi           | 56,861 |
| 8                 | China         | Zhang Jinjing         | 56,799 |
| 9                 | Coreia do Sul | Han Yoon-Soo          | 56,762 |
| 10                | Alemanha      | Andreas Wecker        | 56,612 |
| 11                | Roménia       | Cristian Leric        | 56,562 |
| 12                | Ucrânia       | Alexandre Svetlichnyi | 56,536 |
| 13                | Japão         | Hikaru Tanaka         | 56,525 |
| 14                | Japão         | Daisuke Nishikawa     | 56,375 |
| 15                | França        | Patrice Casimir       | 56,337 |
| 16                | Hungria       | Zoltan Supola         | 56,324 |
| 17                | Ucrânia       | Rustam Sharipov       | 56,312 |
| 18                | Bielorrússia  | Ivan Ivankov          | 56,300 |
| 19                | Ucrânia       | Vladimir Chamenko     | 56,162 |
| 20                | Bielorrússia  | Vitaly Rudnitski      | 56,150 |
| 21                | Bulgária      | Jordan Jovtchev       | 56,112 |
| 22                | Itália        | Boris Preti           | 56,024 |
| 23                | Rússia        | Dmitri Karbonenko     | 55,849 |
| 24                | Espanha       | Jesus Carballo        | 55,800 |

| Pos.              | País         | Ginasta         | Pts   |
| ----------------- | ------------ | --------------- | ----- |
| Medalha de ouro   | Bielorrússia | Vitaly Scherbo  | 9,812 |
| Medalha de prata  | China        | Li Xiaoshuang   | 9,775 |
| Medalha de bronze | Ucrânia      | Grigory Misutin | 9,762 |
| 4                 | Bielorrússia | Ivan Ivankov    | 9,662 |
| 5                 | Bulgária     | Ivan Ivanov     | 9,625 |
| 6                 | Bulgária     | Jordan Jovtchev | 9,575 |
| 7                 | Rússia       | Alexei Nemov    | 9,500 |
| 8                 | Rússia       | Eugeni Podgorni | 9,400 |

| Pos.             | País           | Ginasta           | Pts   |
| ---------------- | -------------- | ----------------- | ----- |
| Medalha de ouro  | Suíça          | Li Donghua        | 9,762 |
| Medalha de prata | China          | Huang Huadong     | 9,737 |
| Medalha de prata | Japão          | Yoshiaki Hatakeda | 9,737 |
| 4                | Roménia        | Marius Urzica     | 9,725 |
| 5                | Japão          | Hikaru Tanaka     | 9,650 |
| 5                | Estados Unidos | Mihal Bagiu       | 9,650 |
| 7                | França         | Eric Poujade      | 9,575 |
| 8                | China          | Fan Bin           | 9,125 |

| Pos.              | País           | Ginasta             | Pts   |
| ----------------- | -------------- | ------------------- | ----- |
| Medalha de ouro   | Itália         | Juri Chechi         | 9,850 |
| Medalha de prata  | Roménia        | Dan Burinca         | 9,762 |
| Medalha de bronze | Bulgária       | Jordan Jovtchev     | 9,750 |
| 4                 | Alemanha       | Marius Toba         | 9,700 |
| 5                 | Alemanha       | Andreas Wecker      | 9,687 |
| 6                 | China          | Li Xiaoshuang       | 9,650 |
| 7                 | Japão          | Hikaru Tanaka       | 9,562 |
| 8                 | Estados Unidos | John Roethlisberger | 9,550 |

| Pos.              | País          | Ginasta           | Pts   |
| ----------------- | ------------- | ----------------- | ----- |
| Medalha de ouro   | Rússia        | Alexei Nemov      | 9,756 |
| Medalha de ouro   | Ucrânia       | Grigory Misutin   | 9,756 |
| Medalha de bronze | Bielorrússia  | Vitaly Scherbo    | 9,662 |
| 4                 | Rússia        | Alexei Voropaev   | 9,637 |
| 5                 | Roménia       | Cristian Leric    | 9,606 |
| 6                 | Coreia do Sul | Yeo Hong-Chui     | 9,550 |
| 7                 | China         | Li Xiaoshuang     | 9,412 |
| 8                 | Roménia       | Adrian Ianculescu | 9,312 |

| Pos.              | País          | Ginasta           | Pts   |
| ----------------- | ------------- | ----------------- | ----- |
| Medalha de ouro   | Bielorrússia  | Vitaly Scherbo    | 9,812 |
| Medalha de prata  | China         | Huang Liping      | 9,750 |
| Medalha de bronze | Japão         | Hikaru Tanaka     | 9,725 |
| 4                 | Ucrânia       | Rustam Sharipov   | 9,700 |
| 5                 | Bielorrússia  | Ivan Ivankov      | 9,687 |
| 6                 | China         | Li Xiaoshuang     | 9,675 |
| 7                 | Japão         | Yoshiaki Hatakeda | 9,600 |
| 8                 | Coreia do Sul | Jung Jin-Soo      | 7,850 |

| Pos.              | País         | Ginasta           | Pts   |
| ----------------- | ------------ | ----------------- | ----- |
| Medalha de ouro   | Alemanha     | Andreas Wecker    | 9,812 |
| Medalha de prata  | Japão        | Yoshiaki Hatakeda | 9,775 |
| Medalha de bronze | Bulgária     | Krasimir Dounev   | 9,750 |
| Medalha de bronze | China        | Zhang Jinjing     | 9,750 |
| 5                 | Bielorrússia | Vitaly Scherbo    | 9,725 |
| 6                 | Roménia      | Nistor Sandro     | 9,687 |
| 7                 | Itália       | Boris Preti       | 9,650 |
| 8                 | Rússia       | Dmitri Karbonenko | 8,925 |